# Giovanni Zavaglio
Giovanni Zavaglio, detto Gianni (Soncino, 1º novembre 1936 – Soncino, 13 febbraio 2012), è stato un calciatore italiano, di ruolo attaccante.
Attaccante dotato di grande fiuto del gol, cresce nelle categorie dilettantistiche della provincia di Cremona.
Viene acquistato dall'Atalanta che, dopo un anno con una presenza in massima serie (il 27 maggio 1956, in occasione della sconfitta interna col Padova) lo manda in prestito al Chinotto Neri Roma per fare esperienza.
Nel 1957 torna a Bergamo e disputa tre ottime stagioni: la prima tuttavia retrocede dalla Serie A al campionato cadetto, ma l'anno successivo contribuisce in modo determinante a vincere il campionato di Serie B siglando 14 reti.
Il terzo anno si rende protagonista di una grande rivalità sportiva con Chicco Nova, anch'egli attaccante dei neroazzurri. Persino i due principali quotidiani della città di Bergamo si dividono, prendendo l'uno le difese di Zavaglio e l'altro di Nova.
La situazione si complica al punto da indurre la dirigenza atalantina, all'inizio della stagione successiva, a cedere proprio Zavaglio per porre fine al dannoso dualismo.
A novembre della stagione successiva passa quindi al Verona, che contribuisce a salvare da una retrocessione in Serie C1 grazie a nove sue reti. Dodici mesi dopo passa al Venezia, nel massimo campionato. In laguna però non riesce ad ottenere i risultati sperati (2 sole presenze in campionato) e fine stagione scende di categoria tornando al Verona. La permanenza con gli scaligeri è limitata, dato che ad ottobre dello stesso anno si trasferisce a Catanzaro, dove disputa tre campionati di serie B.
Dopo una stagione in Serie C con la Cremonese, conclude la carriera con la Romanese tra i dilettanti. In carriera ha totalizzato complessivamente 46 presenze e 8 reti in Serie A e 102 presenze e 31 reti in Serie B.
È scomparso nel 2012 all'età di 75 anni.

## Palmarès

### Club

#### Competizioni nazionali
- Serie B: 1

Atalanta: 1958-1959